# Маккаллом-Лейк (Іллінойс)
Маккаллом-Лейк (англ. McCullom Lake) — селище (англ. village) в США, в окрузі Макгенрі штату Іллінойс. Населення — 988 осіб (2020).

## Географія
Маккаллом-Лейк розташований за координатами 42°22′7″ пн. ш. 88°17′48″ зх. д. / 42.36861° пн. ш. 88.29667° зх. д. (42.368651, -88.296799).  За даними Бюро перепису населення США в 2010 році селище мало площу 0,97 км², уся площа — суходіл.

## Демографія
Згідно з переписом 2010 року, у селищі мешкало 1049 осіб у 398 домогосподарствах у складі 267 родин. Густота населення становила 1082 особи/км².  Було 440 помешкань (454/км²).
Расовий склад населення:
| - 93,0 % — білих - 0,6 % — корінних американців - 0,6 % — чорних або афроамериканців - 0,2 % — азіатів - 5,1 % — осіб інших рас |

До двох чи більше рас належало 0,5 %. Частка іспаномовних становила 12,4 % від усіх жителів.
За віковим діапазоном населення розподілялося таким чином: 25,5 % — особи молодші 18 років, 66,3 % — особи у віці 18—64 років, 8,2 % — особи у віці 65 років та старші. Медіана віку мешканця становила 35,2 року. На 100 осіб жіночої статі у селищі припадало 95,7 чоловіків;  на 100 жінок у віці від 18 років та старших — 91,2 чоловіків також старших 18 років.
Середній дохід на одне домашнє господарство  становив 56 370 доларів США (медіана — 48 750), а середній дохід на одну сім'ю — 57 161 долар (медіана — 48 859). Медіана доходів становила 41 620 доларів для чоловіків та 30 156 доларів для жінок. За межею бідності перебувало 11,9 % осіб, у тому числі 21,2 % дітей у віці до 18 років та 0,0 % осіб у віці 65 років та старших.
Цивільне працевлаштоване населення становило 466 осіб. Основні галузі зайнятості: роздрібна торгівля — 21,9 %, виробництво — 18,9 %, науковці, спеціалісти, менеджери — 14,4 %, освіта, охорона здоров'я та соціальна допомога — 10,5 %.